# 永松昇
永松 昇（ながまつ のぼる、1910年〈明治43年〉3月8日 - 1975年〈昭和50年〉8月18日）は、日本の実業家。ヤクルト本社初代社長を務めた。

## 経歴・人物
福岡県遠賀郡若松町（現在の北九州市若松区）出身。1923年（大正12年）に旧制宇佐中学校に入学。卒業後は、1928年（昭和3年）に京都市にある乳酸菌飲料メーカーのエリー研生学会に入社した。1935年（昭和10年）に独立し、ヤクルト研究所を創立し、1955年（昭和30年）5月から1963年（昭和38年）3月までにヤクルト本社初代社長を務めた。
1964年（昭和39年）8月、日本科学開発（略称：日科）を東京都渋谷区代々木に設立し、クロレラの錠形を売り出すことを同社の方針としていた。しかし同社に入社したのは、乳酸菌の販売しか出来ない人が多く集まったため方針を転換し、プロトンを配合した豆腐の販売や電話機の消毒で収益を得ていた。なお、田中は日本全国の都道府県庁・市役所・食品会社にクロレラエキスの食品応用への実験協力を要請したが、その結果は良好であった。しかし、永松が病に倒れ、再起が困難となったことを知った社員は続々と退職し、同社に残った社員は田中だけとなった。その後、同社は発展的解消により消滅している。
1975年（昭和50年）8月18日脳血栓のために死去。65歳没。

## 関連人物
日健総本社の創業者、田中美穂は1950年（昭和25年）に名古屋駅から東京駅へ向かう夜行列車の車内で永松と出会い、ヤクルト本社の事業を参画していた永松の話に感動した。その後、田中と再会した時にクロレラ事業の話をし、田中はクロレラ事業が3年で軌道に乗ることを話したが、永松は「100年は掛かる」と話している。田中はこの時に永松のもとで修行することを決意し、クロレラを使った健康食品の開発に挑んだ。ちなみに、修行当時の通称は「永松学校」であった。その後はクロレラを使った健康食品の開発が続き、1975年（昭和50年）6月に同成分を含む健康食品「クロスタニン」の商品化に成功したが、その開発に3,600万円の借金を背負うことになった田中に対し、「そんなものは借金のうちに入るか。もっと借金せよ。そんなことでは、将来事業家になれんぞ。」（原文ママ）と病床で励ました。また、それに併せて田中に「早いうちに特許申請をしないといけない」という旨の忠告をした。
永松の死後、田中は永松の妻から一足の靴が手渡されたが、その靴の化粧箱には「歩きまわり 走りまわり 七転び八起きして 誠意をもって 組織の充実に 努力せよ」（原文ママ）と記されていた。永松の妻は「自分（昇）に万が一のことがあったら、これを田中に渡して欲しい。」と話した後、田中に渡す時に言うことを確認した妻に「何も言わんでいい。田中なら必ず解る。この靴を渡せば田中なら私の意志を必ず解ってくれるはず。」（原文ママ）と話している。なお、この靴が入った化粧箱は日健総本社の社長室にある観音様の横に保管されている。

## その他
永松の評伝を記した著書「時知りてこそ：ヤクルト創業者・永松昇」の著者、井上茂（フリージャーナリスト）は永松のことを「理想的な川筋男」と評している。ちなみに、同書は井上が自費出版したものである。また、井上は西日本新聞社の取材に対し、「永松が幼い頃は医師を目指したが、（自身の虚弱体質が災いし、）網膜剥離を患って断念したこと」・「医師を断念した永松は『不老長寿の食べ物』として流行したヨーグルトの製造・販売に身を投じたこと」の2つを明かしている。

## 関連書籍
- 尾崎秀幸「怪物ヤクルトの超えられない壁：創業社長永松昇の13回忌に浮ぶ光と影」（コスミック出版、1987年：ISBN 978-4885320279）
- 井上茂「時知りてこそ：ヤクルト創業者・永松昇」（海鳥社、2018年：ISBN 978-4866560212）